# ساندرو روفینی
ساندرو روفینی (ایتالیایی: Sandro Ruffini؛ ‏ ۲۱ سپتامبر ۱۸۸۹ – ۲۹ نوامبر ۱۹۵۴) بازیگر و صداپیشه اهل ایتالیا بود.
از فیلم‌هایی که وی در آن نقش داشته‌است، می‌توان به خاطرات دخترمدرسه‌ای، قهرمانان یکشنبه، نغمه‌های جاویدان و اورینت اکسپرس اشاره کرد.